# Леонардо Лоредано
Леонардо Лоредано (на италиански: Leonardo Loredan или Loredano) е 75–ти венециански дож от 1501 до смъртта си през 1521 г. Неговото управление е едно от най-важните в историята на Венеция.

## Биография
Леонардо Лоредано произлиза от патрицианската фамилия Лоредан. Той е син на Джероламо Лоредано и Доната Дона. Получава отлично образование и се ориентира към търговията. Благодарение на интелигентността си, познанията и богатството си успява да направи и политическа кариера, но тъй като не се афишира остава на заден план.

## Дож на Венеция
За всеобща изненада е избран за дож на 2 октомври 1501 г. с минималния брой необходими гласове. Според някои историци, сред които Рендина Да Мосто, това се дължи повече на роднинството му с мнозина от сенаторите отколкото на управленските му качества.
Когато идва на власт, Венеция е във война с Османската империя, в която все повече като победител се очертават османците. Венеция понася сериозни щети във външната си търговия, което заедно с големите разходи около войната я принуждава да иска мир. Мирът е на висока цена – Венеция губи градовете Корони и Метони в Месения, Навпакт и Левкада и се задължава да изплаща на османците ежегоден данък.
В същото време Франция и Папската държава правят коалиция срещу венецианците. Венеция сформира мощна армия от 30 000 войници, но претърпява поражение в битката при Анядело и губи повечето си владения на сушата. Въпреки това скоро успява да си ги върне и след съглашение с папата от 1510 г. войната се пренася в Романя, а след това се подписва и мирен договор с Франция на 23 март 1513 г.
В последните години от управлението на Лоредано Венеция се тресе от финансови скандали, а дожът купува удобни административни служби за синовете и роднините си, използвайки максимално влиянието си. Междувременно здравето му се влошава и той получава гангрена на крака. Умира в нощта на 20 срещу 21 юни 1521 г.

## Семейство
Леонардо Лоредано има брак с Джустиниана Джустиниани, от която има девет деца.